# Глибочицька вулиця
Глибо́чицька ву́лиця — вулиця у Шевченківському районі міста Києва, місцевоств Кудрявець, Татарка, Лук'янівка. Пролягає від вулиці Січових Стрільців до вулиці Нижній Вал та Вознесенського узвозу. 
Прилучаються вулиці Татарська, Пимоненка, Соляна, Лук'янівська, Вознесенський Яр, Глибочицький проїзд, Кудрявський узвіз та Косогірний провулок.

## Історія
Вулиця відома з кінця XVIII століття як частина давнього шляху від Подолу на Житомирську дорогу, який ще називали Биховською дорогою від невеликої місцини Биховщина на цій трасі. Назва вулиці походить від струмка Глибочиця, відомого із часів Київської Русі. Струмок починався від невеликих джерел (зокрема, у Кмитовому яру) і далі протікав глибоким урочищем (Глибочицьким яром) між Щекавицею та Кудрявцем у бік Подолу. Вздовж русла Глибочиці і було прокладено вулицю.

## Забудова
Тривалий час Глибочицька була невпорядкованою, але 1906 року турботу про її благоустрій взяла на себе міська влада, і вже у 1909 році по ній були прокладені трамвайні колії.
Забудова вздовж вулиці почала формуватися на початку XIX століття. З середини того самого сторіччя вона складалася з типових одно-, двоповерхових дерев'яних та змішаних будинків, переважно на 3 чи 5 вікон по фасаду. За розписом вулиць Києва вулиця належала до найнижчого 4-го розряду. Лише в останній чверті XIX століття тут почалося зведення дво-, триповерхових цегляних будинків.
В другій половині XIX століття та на початку ХХ століття вздовж вулиці зводилися будівлі промислових підприємств: Дніпровського машинобудівного заводу Млошевського, дріжджового заводу братів Чоколових, млина Яковлєва тощо. Над частиною вулиці домінували будівлі Покровського жіночого монастиря, на Глибочиці була дерев'яна брама зі входом на територію монастиря.
З 1960-х років почалась реконструкція вулиці, змінено рельєф схилу Щекавиці у місці її прилучання до Глибочицького урочища. Історичну житлову забудову було знесено, здебільшого протягом 1970–80-х років. Вулицю було відведено під забудову промисловими підприємствами.
На вулиці споруджується декілька житлових комплексів, промислову забудову планують поступово знести.

## Важливі установи
- Посольство Республіки Азербайджан (буд. № 24)
- Завод «Електроприлад»

## Пам'ятники
- Пам'ятник В. І. Леніну на території заводу «Електроприлад» (демонтовано наприкінці 2014 року)
- Пам'ятник Гейдару Алієву, розташований у сквері ім. Г. Алієва поблизу посольства Азербайджану.